# Gasque
Gasque es un área no incorporada en el condado de Baldwin, Alabama, Estados Unidos. Gasque se encuentra en la ruta 180 del estado de Alabama, 7,8 millas (12,6 km) al oeste de Gulf Shores.

## Historia
La comunidad lleva el nombre de la familia Gasque, que vivía en la zona. Una oficina de correos operó bajo el nombre de Gasque desde 1880 hasta 1953.